# Tetraclonia
Tetraclonia là một chi bướm đêm thuộc họ Zygaenidae.

## Các loài
- Tetraclonia cinniana (Druce, 1884)
- Tetraclonia dyaria Jordan, 1913
- Tetraclonia forreri (Druce, 1884)
- Tetraclonia latercula (H. Edwards, 1882)
- Tetraclonia saucia Jordan, 1913